# Геопросторова розвідка
Геопросторова розвідка (ГПР), в англомовних джерелах відома під скороченнями GEOINT, GeoIntel або GSI, є розвідувальною діяльністю, що полягає в дослідженні та аналізі зображень і геопросторових даних, в результаті яких описуються, оцінюються і візуалізуються фізичні характеристики та географічно локалізовані процеси на Земній кулі. Компонентами ГПР є зображення, оптична (видова) розвідка і геопросторова інформація.

## Походження поняття
ГПР працює із усієї різноманітністю зображень і геопросторової інформації та послуг (сервісів), раніше «належних» картографії, геодезії та іншим природничим сферам. ГПР на сьогодні охоплює «сирі» дані в діапазонах електромагнетних хвиль від ультрафіолетової ділянки до мікрохвильової (НВЧ) частини спектру (вочевидь частотний спектр «чутливості ГПР» розширюватиметься), геопросторові дані, розвідувальні відомості за результатами опрацювання зображень, їх дослідження, аналізу спектральних, просторових, часових, радіометричних і фазових характеристик, поляриметричних даних, інтегрованих (англ. — fused) інформаційних продуктів (утворених за даними кількох джерел), допоміжних і сигнатурних даних (зокрема дані розробки, приймання, моделювання, архівації, розповсюдження). Такі типи даних можуть бути здобуті стосовно стаціонарних і рухомих цілей засобами:
- оптико-електронної розвідки (у спектрі ІЧ хвиль (IR, MWIR, SWIR TIR), а також отримуючи спектральні та багатоспектральні (мультиспектральні (англ. — MSI) та гіперспектральні (англ. — HSI)), багатовимірні (англ. — HD) зображення),
- радіолокаційної розвідки (через використання радіолокаційної синтезованої апертури, Радар із синтезованою апертурою, і систем селекції рухомих цілей),
- віддаленого моніторингу за допомогою різних активних і пасивних давачів (сенсорів)
- аналітичної розвідки

Таким чином, ГПР є розвідувальною діяльністю, що поєднує збір і аналіз геоданих і інформації в цілях опису, оцінювання та візуалізації фізичних об'єктів (і природного, і штучного походження) та географічно прив'язаних процесів на Земній кулі.
Джерелами даних для ГПР є зображення і картографічні дані, отримані від комерційних або урядових космічних апаратів, літальних апаратів (в тому числі і БПЛА чи розвідувальної авіації), а також з карт і неурядових баз даних, даних перепису, даних глобальних навігаційних супутникових систем, містобудівних планів та інших будь-яких цифрових даних, що широко використовуються у світі.
В США про подібне тлумачення GEOINT напівжартома, напівсерйозно говорять наступне: «Подібне малювання широким пензлем легально показує усю ширину та глибину ГПР». Немає сумнівів у подальшому розвитку ГПР на основі нових досягнень, постійного залучення інтелекту, збору та опрацювання інформації, що буде виходити за межі традиційних джерел геопросторової інформації та зображень і змінювати сутність ГПР, переходячи від акцентування на даних і аналізі до акцентування на знаннях.

## Геопросторові дані, інформація (відомості) та знання
Названі поняття не мають усталеного визначення і використовуються залежно від ситуації. Під геопросторовими даними розуміють сукупність вихідних даних перед їх опрацюванням, під геопросторовою інформацією — геопросторові дані, що пройшли обробку чи оцінку за допомогою дій користувача чи технічної системи, геопросторовими знаннями — упорядкування геопросторової інформації у супроводі розяснень або довідок (аналізу). В англомовних джерелах часто можна зустріти термін DIKW (від почтакових літер термінім Data, Information, Knowledge, Wisdom), який в принципі складно визначити, водночас неможливо застосувати взаємозамінювано.
Простіше кажучи, ГПР можна з достатнім наближенням визначити як поєднання даних інформації та знань про противника, що можуть бути віднесені до конкретного місця (точки) на (над) земній кулі.
Метод опрацювання розвідувальних відомостей включає роботу по зображенням, сигналам, а також вимірювання і сигнатурну обробку та використання даних інших джерел (наприклад, IMINT (видової розвідки), SIGINT (РЕР), MASINT сигнатурної обробки, and HUMINT оперативної діяльності).

## ГПР та інші типи розвідки
ГПР випадає із загального ряду видів розвідувальної діяльності і є радше інтегруючою структурою природних і штучних особливостей Землі (включно з висотами і глибинами) — або окремим шаром ГІС, або створеною картою, або знимком земної поверхні, або відображенням наявних даних, інформації чи знань, отриманих від інших джерел розвідки, тим самих ОЕР, РЕР і т. д.
Розвідка, оборона, безпека, реагування на надзвичайні ситуації — всі подібні системи користають із переваг згаданої інтегруючої струткури створення даних про особливості, зміни, зроблені зображення, а також дані, інформацію чи знання, що розвідкою загалом збирається, аналізується, оцінюється та представляється щодо земної поверхні. Тобто такий інтегруючий аспект ГПР виявляється в тому, що це все стає глобальною ГІС, до якої чи не кожним її членом (користувачем) робиться внесок.

## Дещо ще про ГПР
Можна стверджувати, що ГПР стало новим терміном, який визначає широкий діапазон результатів розвідки, що використовує різноманітність існуючих просторових набутків і дисциплін як-то фотограмметрія, картографія, аналіз зображень, віддалений моніторинг і поверхневий аналіз. Водночас названим ГПР і не обмежується. Просторовість ГПР дозволяє, по суті, синтезувати (акцептувати) будь-яку існуючу розвідку чи просто дані, що представляються географічно. І дійсно, ГПР «отримується» цілком незалежно від будь-якого супутника чи засобу аерофотознімання, докорінно відрізняючись за потребою при цьому від видової розвідки.
Є також бачення представляти ГПР як продукт, що відбувається в точці доставки, тобто відсторонено від типу використаних даних, але з ціллю деякого кількісного аналізу для розв'язання специфічної задачі. Для прикладу, база даних зі значеннями вимірів за зображеннями мостів є «інформацією», в той час як опрацювання даних шляхом, зокрема, аналізу в цілях з'ясування спроможностей мостів для конкретних цілей вже стає «розвідкою». Аналогічно, оцінювання вимірювання профілів узбережжя є класичною задачею географічного збору інформації, а відбір узбережжя за його придатністю до певної діяльності є аналітичною справою і може сприйматися як продукт розвідки.